# Garlino-Racibory
Garlino-Racibory – część wsi Garlino w Polsce, w województwie mazowieckim, w powiecie mławskim, w gminie Szydłowo.